# Laemoglyptus chimakothiensis
Laemoglyptus chimakothiensis – gatunek chrząszcza z rodziny omomiłkowatych i podrodziny Silinae.
Gatunek ten został opisany w 2012 roku przez Vladimíra Švihlę i Andreasa Kopetza. Należy do grupy gatunków L. bomfordii i podgrupy gatunków L. bilyi.
Omomiłkowaty o ciele długości od 6,6 do 7,2 mm. Oczy samca silnie wyłupiaste, samicy mniejsze. Głowa i czułki ciemne do czarnych, zaś żuwaczki ceglaste. Czułki u samicy piłkowane, u samca z wyrostkami na członach 3-10 znacznie dłuższymi niż dany człon. Przedtułów barwy pomarańczowej lub terakoty. Głowa i przedplecze bardzo drobno i bardzo rzadko punktowane. Owłosienie tej pierwszej oraz pokryw szare, zaś przedplecza żółte. Obrzeżenia boczne przedplecza położone daleko od jego nasady, w widoku grzbietowym częściowo otwarte bocznie. Wystające części przedplecza najwyżej umiarkowanie wypukłe. Pokrywy czarniawe. Narządy rozrodcze samca z końcówką zlanych paramer zakrzywioną dobrzusznie, wierzchołkowo prawie nieobrzeżoną. Wewnątrz grzbietowej części edeagusa brak silnego kila.
Chrząszcz endemiczny dla Bhutanu, znany tylko z Chimakothi.